# Apogon posterofasciatus
Apogon posterofasciatus är en fiskart som beskrevs av Allen och Randall 2002. Apogon posterofasciatus ingår i släktet Apogon och familjen Apogonidae. Inga underarter finns listade i Catalogue of Life.